# IM라이프
iM라이프생명보험주식회사는 iM금융그룹 계열의 생명보험 회사이다. 